# 李银敬
李银敬（1972年7月15日—）是一名韩国女子射箭运动员。她在1992年巴塞罗那奥林匹克运动会中，参加了女子射箭比赛，并获得女子射箭团体比赛金牌。